# اوکسکوئی‌اوک، میشیگان
اوکسکوئی‌اوک (به انگلیسی: Ocqueoc Township) یک منطقهٔ مسکونی در ایالات متحده آمریکا است که در Presque Isle County واقع شده‌است.
 اوکسکوئی‌اوک ۱۳۶٫۳ کیلومتر مربع مساحت و ۶۳۴ نفر جمعیت دارد و ۱۹۰ متر بالاتر از سطح دریا واقع شده‌است.